# Galtara privata
Galtara privata är en fjärilsart som beskrevs av Walker 1865. Galtara privata ingår i släktet Galtara och familjen björnspinnare. Inga underarter finns listade i Catalogue of Life.